# Josip Kršul
Josip Kršul (Selce kod Crikvenice, 10. prosinca 1911. – Selce kod Crikvenice, 5. ožujka 2021.) bio je hrvatski stogodišnjak, veteran bitke za Iwo Jimu te najstariji Hrvat prije svoje smrti.

## Životopis
Rođen je u Selcu kod Crikvenice.  Završio je tehničku školu u Beogradu za vrijeme Kraljevine Jugoslavije. Nakon završene srednje škole vraća se u rodno mjesto. Nije pronašao posao pa odlazi u Šibenik gdje završava tečaj za telegrafista. Godine 1936. u Rotterdamu se ukrcava na brod i kreće na putovanje oko svijeta. U osvit Drugog svjetskog rata stiže u Galveston u američkoj saveznoj državi Teksas. U Galvestonu počinje raditi u restoranu hrvatskih iseljenika, prvo kao pomoćni kuhar, a zatim kao konobar. Ubrzo se priključuje američkoj vojsci te sudjeluje u Drugom svjetskom ratu. Nakon regrutacije na Floridi, ukrcava se na brod i odlazi na Pacifik gdje je sudjelovao u bitci za Iwo Jimu. Nakon bitke je dobio američko državljanstvo. Nakon rata odlazi u San Francisco, gdje dobiva posao na održavanju telekomunikacija u Western Unionu.
U Watsonvilleu je upoznao svoju suprugu Milicu, ili Mildred, kako su je Amerikanci zvali. Njeni su roditelji porijeklom iz Like, ali ona je rođena u Carbondaleu, u američkoj saveznoj državi Illinois. Josip i Milica su se oženili 1970-ih ali nisu imali zajedničke djece. Milica je imala kćer i sina iz prvog braka. Josipova sestra, Jelena Jeličić (1913. – 2015.), preminula je u 102. godini života. Poslije smrti supruge, 2012. godine vratio se u rodni kraj.
Dana 12. listopada 2019. godine posjećuju ga veleposlanik SAD u RH W. Robert Kohorst i američki vojni izaslanik brigadir Robert Mathers da bi mu uručili odličja i dokumente koje su o njegovoj službi pronašli u vojnim arhivima. Među ostalim predali su mu medalju za uzornu službu u vojsci i odličje za službu unutar granica SAD-a, te za službu na Pacifiku.
Preminuo je u 109. godini života u Selcu kod Crikvenice u noći s 4. na 5. ožujak 2021. godine.

## Vanjske poveznice
- Josip Kršul Geni.com
- Josip Krsul Gerontology Wiki
- List of oldest people from Croatia Gerontology Wiki